# Ella Purnell

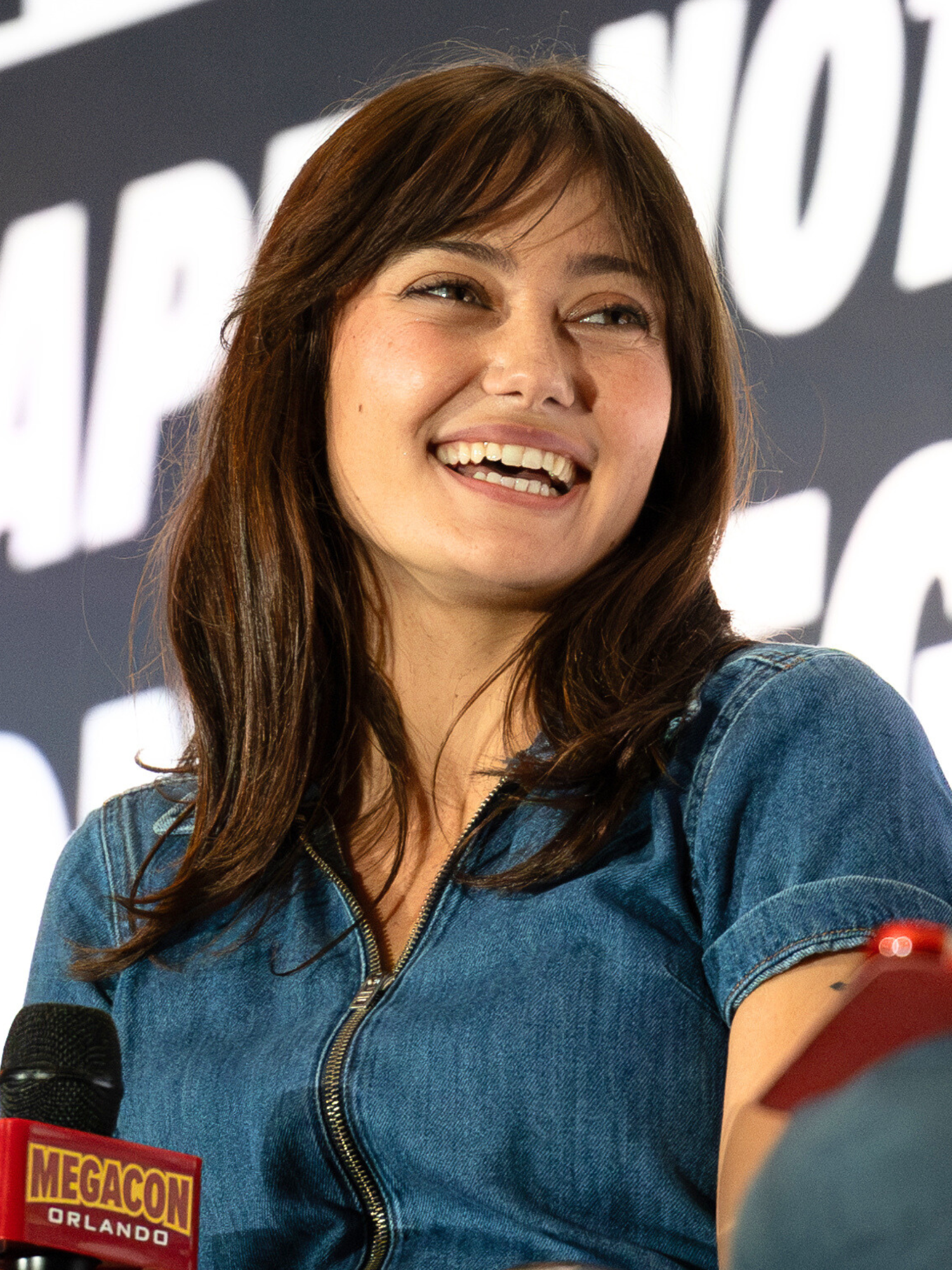
Ella Purnell (2025)

Ella Summer Purnell (* 17. September 1996 in London) ist eine britische Schauspielerin.

## Leben und Karriere
Ella Purnell wurde in London geboren, wo sie auch zur Schule ging. Zusätzlich bekam sie Unterricht in Schauspiel, Gesang und Tanz an der Sylvia Young Theatre School.
Purnell stand 2008 zum ersten Mal auf der Bühne im Musical Oliver! am Theatre Royal Drury Lane. Ihre erste Filmrolle hatte sie 2010 in Alles, was wir geben mussten. Danach spielte sie in Ewiges Leben (2010), Intruders (2011) und Kick-Ass 2. 2014 wurde sie durch ihre Rolle als jugendliche Maleficent in dem Disney-Film Maleficent – Die dunkle Fee einem breiten Publikum bekannt. 2016 spielte sie in Tim Burtons Literaturverfilmung Die Insel der besonderen Kinder eine der Hauptrollen. Nachdem sie in den Animations-Serien Arcane und Star Trek: Prodigy Hauptfiguren ihre Stimme lieh (Powder/Jinx bzw. Gwyndala (Gwyn)), wurde sie in den Serien Yellowjackets und Fallout ebenfalls in einer der Hauptrollen besetzt. 

## Filmografie (Auswahl)
- 2010: Alles, was wir geben mussten (Never Let Me Go)
- 2010: Ewiges Leben (Ways to Live Forever)
- 2011: Candy (Kurzfilm)
- 2011: Intruders
- 2013: Kick-Ass 2
- 2013: Wildlike
- 2014: Maleficent – Die dunkle Fee (Maleficent)
- 2015: Cyberbully (Fernsehfilm)
- 2016: Legend of Tarzan (The Legend of Tarzan)
- 2016: Die Insel der besonderen Kinder (Miss Peregrine’s Home for Peculiar Children)
- 2017: Churchill
- 2017: Access All Areas
- 2018: Ordeal by Innocence (Fernsehserie, 3 Episoden)
- 2018: Right Place Wrong Tim (Kurzfilm)
- 2018: UFO
- 2018–2019: Sweetbitter (Fernsehserie, 14 Episoden)
- 2020: Belgravia – Zeit des Schicksals (Belgravia, Miniserie, 6 Episoden)
- 2021: Army of the Dead
- 2021: Arcane (Fernsehserie, 7 Episoden, Stimme von Jinx)
- seit 2021: Star Trek: Prodigy (Fernsehserie, Stimme von Gwyn)
- 2021–2023: Yellowjackets (Fernsehserie, 12 Episoden)
- 2021–2024: Arcane (Fernsehserie, 12 Folgen, Stimme von Powder / Jinx)
- seit 2024: Fallout (Fernsehserie)
- 2024: Sweetpea (Fernsehserie, 6 Episoden)